# Мерчешть (Клуж)
Мерчешть, Мерчешті (рум. Mărcești) — село у повіті Клуж в Румунії. Входить до складу комуни Ришка.
Село розташоване на відстані 343 км на північний захід від Бухареста, 33 км на захід від Клуж-Напоки.

## Населення
За даними перепису населення 2002 року у селі проживали 275 осіб, усі — румуни. Усі жителі села рідною мовою назвали румунську.